# Campionati mondiali juniores di skeleton 2019
I Campionati mondiali juniores di skeleton 2019 sono stati la diciassettesima edizione della rassegna iridata juniores dello skeleton, manifestazione organizzata annualmente dalla Federazione Internazionale di Bob e Skeleton. Si sono disputati il 2 e il 3 febbraio 2019 a Schönau am Königssee, in Germania, sulla pista Deutsche Post Eisarena Königssee, il tracciato sul quale si svolsero le rassegne iridate juniores del 2003 e del 2009. La località bavarese ha quindi ospitato le competizioni mondiali di categoria per la terza volta nel singolo femminile e in quello maschile.

## Risultati

### Singolo donne
La gara si è disputata il 3 febbraio 2019 nell'arco di due manches e hanno preso parte alla competizione 19 atlete in rappresentanza di 11 differenti nazioni. 
Campionessa uscente era la tedesca Anna Fernstädt, che ha confermato il titolo anche in questa edizione ma gareggiando per la Repubblica Ceca, sopravanzando la belga Kim Meylemans, vincitrice della medaglia d'argento, e la britannica Ashleigh Fay Pittaway, bronzo. Per Meylemans e Pittaway si trattò della prima medaglia iridata di categoria.
| Pos. | Atlete                | Nazione     | 1ª manche | 2ª manche | Totale  | Distacco |
| ---- | --------------------- | ----------- | --------- | --------- | ------- | -------- |
|      | Anna Fernstädt        | Rep. Ceca   | 53"07     | 52"82     | 1'45"89 | –        |
|      | Kim Meylemans         | Belgio      | 53"49     | 52"98     | 1'46"47 | +0"58    |
|      | Ashleigh Fay Pittaway | Regno Unito | 53"53     | 53"11     | 1'46"64 | +0"75    |
| 4    | Julija Kanakina       | Russia      | 53"76     | 53"06     | 1'46"82 | +0"93    |
| 5    | Corinna Leipold       | Germania    | 53"60     | 53"67     | 1'47"27 | +1"38    |
| 6    | Susanne Kreher        | Germania    | 54"08     | 53"30     | 1'47"38 | +1"49    |
| 7    | Hannah Neise          | Germania    | 54"60     | 53"68     | 1'48"28 | +2"39    |
| 8    | Alina Tararyčenkova   | Russia      | 53"86     | 54"87     | 1'48"73 | +2"84    |
| 9    | Anastasija Trufanova  | Russia      | 54"44     | 54"33     | 1'48"77 | +2"88    |
| 10   | Agathe Bessard        | Francia     | 54"97     | 54"13     | 1'49"10 | +3"21    |

Nota: in grassetto il miglior tempo di manche.

### Singolo uomini
La gara si è disputata il 2 febbraio 2018 nell'arco di due manches e hanno preso parte alla competizione 26 atleti in rappresentanza di 16 differenti nazioni.
Campione uscente era il russo Nikita Tregubov, vincitore delle ultime quattro rassegne iridate juniores e non presente in questa edizione; il titolo è stato pertanto vinto dal tedesco Felix Keisinger, già bronzo nel 2018, sopravanzando il connazionale Fabian Küchler, alla sua prima medaglia mondiale di categoria, e il russo Evgenij Rukosuev, che bissò il bronzo ottenuto nel 2017.
| Pos. | Atleti               | Nazione  | 1ª manche | 2ª manche | Totale  | Distacco |
| ---- | -------------------- | -------- | --------- | --------- | ------- | -------- |
|      | Felix Keisinger      | Germania | 51"32     | 51"00     | 1'42"32 | –        |
|      | Fabian Küchler       | Germania | 51"12     | 51"25     | 1'42"37 | +0"05    |
|      | Evgenij Rukosuev     | Russia   | 51"24     | 51"22     | 1'42"46 | +0"14    |
| 4    | Vladislav Semenov    | Russia   | 51"55     | 51"28     | 1'42"83 | +0"51    |
| 5    | Samuel Maier         | Austria  | 51"37     | 51"53     | 1'42"90 | +0"58    |
| 6    | Felix Seibel         | Germania | 51"60     | 51"35     | 1'42"95 | +0"63    |
| 7    | Vladyslav Heraskevyč | Ucraina  | 51"66     | 51"61     | 1'43"27 | +0"95    |
| 8    | Krists Netlaus       | Lettonia | 52"26     | 51"91     | 1'44"17 | +1"85    |
| 9    | Vladislav Marčenkov  | Russia   | 51"96     | 52"24     | 1'44"20 | +1"88    |
| 10   | Yan Wengang          | Cina     | 51"77     | 52"26     | 1'44"23 | +1"91    |

Nota: in grassetto il miglior tempo di manche.

## Medagliere
| Pos.   | Nazione     | Oro | Argento | Bronzo | Totale |
| ------ | ----------- | --- | ------- | ------ | ------ |
| 1      | Germania    | 1   | 1       | 0      | 2      |
| 2      | Rep. Ceca   | 1   | 0       | 0      | 1      |
| 3      | Belgio      | 0   | 1       | 0      | 1      |
| 4      | Regno Unito | 0   | 0       | 1      | 1      |
| 4      | Russia      | 0   | 0       | 1      | 1      |
| Totale | Totale      | 2   | 2       | 2      | 6      |